# Alexandra af Luxembourg
Prinsesse Alexandra af Luxembourg (født 16. februar 1991) er en luxemburgsk prinsesse. Hun er fjerde barn og eneste datter af storhertug Henri og storhertuginde Maria Teresa.

## Personligt liv
Den 7. november 2022 meddelte den storhertugelige hof i Luxembourg, at prinsesse Alexandra forlovede sig med Nicolas Jacques Armel Bagory (født 11. november 1988). Brylluppet fandt sted 29. april 2023. Deres datter Victoire blev født i Paris den 14. maj 2024.